# 勝忠男
勝 忠男（かつ ただお、1926年 - 2006年7月17日）は、大阪市を本拠とする芸能事務所大手の松竹芸能創業者の一人で元会長・社長。興行師・芸能プロモーター。大阪府出身。

## 来歴・人物
1947年、立命館大学法学部卒業後、大手映画会社・松竹創業者の一人である白井松次郎が経営する千土地興行（のちの日本ドリーム観光）に入社。戎橋松竹の支配人などを経て、1954年に千土地興行を退社。
その後、芸人を斡旋する芸能事務所新生プロダクションを主宰。1958年、もう一人の松竹創業者である白井の実弟・大谷竹次郎を担ぎ出し、秋田實と藤井康民が興し自らも関係していた上方演芸との合流を果たして、松竹芸能の前身松竹新演芸を設立した（1962年に松竹芸能に社名変更）。
道頓堀角座を本拠として、かしまし娘(松竹芸能第1号タレント)や中田ダイマル・ラケット、ミヤコ蝶々、藤山寛美、レツゴー三匹といったお笑いの人気者を育て上げ、"お笑いの松竹大国"を築き上げた。
1965年には関西の芸能事務所としてはいち早く東京進出を果たし（吉本興業より早い）、吉本興業と並ぶ関西の大手芸能事務所として発展した。その後、笑福亭鶴光、笑福亭鶴瓶、横山たかし・ひろし、酒井くにお・とおる、オセロ、ますだおかだ、アメリカザリガニ、安田大サーカスなどの人気お笑い芸人を世に送り出した。
その反面、会社の方針に従わない芸人やタレントに対してはたとえ大物であったとしても躊躇なく専属マネジメント契約を解除するという形で追放する等、企業人として冷徹な一面を見せた。例として、
- 藤山寛美（多額の借金を抱え破産）：専属契約を解除
- 嘉門タツオ（当時笑福亭笑光、師匠の鶴光と仕事観を巡って対立、破門）：専属契約解除
- 5代目笑福亭枝鶴（父である6代目笑福亭松鶴の一周忌記念落語会を無断欠席）：契約解除

などがある。
2004年8月、松竹芸能設立から45年間務めた社長職から退き、会長に就任。
2006年7月17日、肺炎のため大阪市内の病院で死去。享年80。

## 演じた俳優
- 近藤正臣-「藤山寛美物語」1991年9月放送（MBS制作　TBS系）